# Filimanus similis
Filimanus similis är en fiskart som beskrevs av Feltes, 1991. Filimanus similis ingår i släktet Filimanus och familjen Polynemidae. Inga underarter finns listade i Catalogue of Life.